# 儀式 (映画)
『儀式』（ぎしき） は、1971年の日本映画。監督は大島渚。

## 概要
ATGが創立10周年を記念して大島渚の創造社と提携して製作された。家父長制や冠婚葬祭を通じて、大島が日本の戦後民主主義を総括した作品と言われている。第45回キネマ旬報ベスト・テンの第1位に選出された。

## キャスト
- 桜田満洲男：河原崎建三、椿隆一（少年時代）
- 桜田律子：賀来敦子、成島有美（少女時代）
- 立花輝道：中村敦夫、大田良明（少年時代）
- 桜田忠：土屋清、椿幸弘（少年時代）
- 桜田一臣：佐藤慶
- 桜田しづ：乙羽信子
- 桜田節子：小山明子
- 桜田勇：小松方正
- 桜田守：戸浦六宏
- 桜田進：渡辺文雄
- 桜田富子：河原崎しづ江
- 桜田キク：高山真樹
- 勇の花嫁：原知佐子
- 桜田ちよ：三戸部スエ
- 立花武世：小沢栄太郎
- 長老：殿山泰司

## スタッフ
- 監督：大島渚
- 脚本：田村孟、佐々木守、大島渚
- 製作：葛井欣士郎、山口卓治
- 撮影：成島東一郎
- 美術：戸田重昌
- 音楽：武満徹
- 録音：西崎英雄
- 照明：山下礼二郎
- 編集：浦岡敬一

## 学術的参考文献
- 御園生涼子 「呼びかける死者たちの声――大島渚『儀式』における国家と戦後民主主義のイメージ」、杉野健太郎編『映画とイデオロギー』（映画学叢書[監修加藤幹郎、ミネルヴァ書房、2015年）所収。